# 板倉勝喜
板倉 勝喜（いたくら かつよし）は、江戸時代中期から後期にかけての大名。備中国庭瀬藩の第5代藩主。官位は従五下・主水佑。重宣系板倉家6代。

## 略歴
第3代藩主・板倉勝興の4男として誕生。
天明5年（1785年）4月25日、嗣子なく没した兄・勝志の末期養子となり、家督を継いだ。同年4月28日、第10代将軍・徳川家治に拝謁する。同年12月18日、従五位下、主水佑に叙任する。寛政5年（1793年）、陣屋内に清山神社を建て、板倉家中興の祖である板倉重昌・重矩の父子を祭祀した。

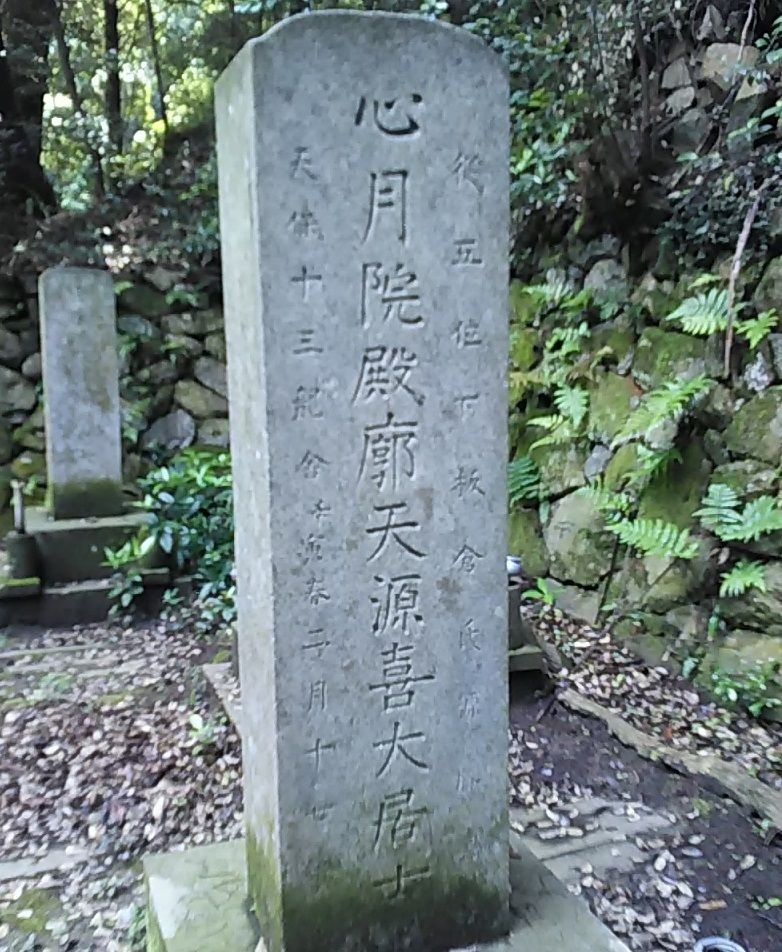
板倉勝喜の墓(西尾市長圓寺)

享和3年（1803年）、家督を3男の勝氐に譲って隠居し、5男の勝貞の治世の天保13年（1842年）に没した。享年78。法名は心月院殿廓天源喜大居士。

## 系譜
- 父：板倉勝興（1722-1796）
- 母：不詳
- 養父：板倉勝志（1745-1785）
- 室：不詳
  - 長男：板倉勝並
  - 次男：板倉勝豊
  - 三男：板倉勝氐（1788-1806）
  - 四男：板倉勝資（1789-1848）
  - 五男：板倉勝貞（1801-1849）
  - 女子：阿部正信正室